# پیاوین
پیاوین، روستایی از توابع بخش نمشیر شهرستان بانه در استان کردستان ایران است و در سال 1397 به عنوان روستای هدف گردشگری معرفی شده است.

## جمعیت
این روستا در دهستان نمه شیر قرار دارد و براساس سرشماری مرکز آمار ایران در سال ۱۳۸۵، جمعیت آن ۲۸۵ نفر (۵۴خانوار) بوده‌است.